# Fundulidae
Famille
Les Fundulidae forment une famille de poissons au sein de l'ordre des Cyprinodontiformes. Cette famille comprend des poissons dits topminnows par les anglophones, dont certains  poissons d'aquarium très populaires, tels que les killies. Ce sont surtout des poissons d'Amérique du Nord (46 espèces vivant du Yucatan aux îles des Bermudes et de Cuba, en eaux douces ou marines). Tous les membres de cette famille sont de petite taille (moins de 10 cm pour la plupart), hormis le  killy géant (ou Fundulus grandissimus) et le Fundulus catenatus  ("northern studfish" pour les anglophones), dont la taille atteint 20 cm.

## Critères de distinction
Os de la mâchoire maxillaire, qui est tordu au lieu d'être droit.

## Liste degenres
Selon FishBase 4 genres (05/2015) :
- genre Adinia Girard, 1859
- genre Fundulus Lacépède, 1803
- genre Leptolucania G. S. Myers, 1924
- genre Lucania Girard, 1859

## Espèces
Selon FishBase 44 espèces classées en 4 genres :
- Genre Adinia[3]
  - Adinia xenica (Jordan & Gilbert, 1882).

- Genre Fundulus[4]
  - Fundulus albolineatus Gilbert, 1891.
  - Fundulus auroguttatus (Hay, 1885).
  - Fundulus bermudae Günther, 1874.
  - Fundulus bifax Cashner & Rogers, 1988.
  - Fundulus blairae Wiley & Hall, 1975.
  - Fundulus catenatus (Storer, 1846).
  - Fundulus chrysotus (Günther, 1866).
  - Fundulus cingulatus Valenciennes, 1846.
  - Fundulus confluentus Goode & Bean, 1879.
  - Fundulus diaphanus (Lesueur, 1817).
    - Fundulus diaphanus menona Jordan & Copeland, 1877.

  - Fundulus dispar (Agassiz, 1854).
  - Fundulus escambiae (Bollman, 1887).
  - Fundulus euryzonus Suttkus & Cashner, 1981.
  - Fundulus grandis Baird & Girard, 1853.
  - Fundulus grandissimus Hubbs, 1936.
  - Fundulus heteroclitus (Linnaeus, 1766).
  - Fundulus heteroclitus macrolepidotus Walbaum, 1792.
  - Fundulus jenkinsi (Evermann, 1892).
  - Fundulus julisia Williams & Etnier, 1982.
  - Fundulus kansae Garman, 1895.
  - Fundulus lima Vaillant, 1894.
  - Fundulus lineolatus (Agassiz, 1854).
  - Fundulus luciae (Baird, 1855).
  - Fundulus majalis (Walbaum, 1792).
  - Fundulus notatus (Rafinesque, 1820).
  - Fundulus notti (Agassiz, 1854).
  - Fundulus olivaceus (Storer, 1845).
  - Fundulus parvipinnis Girard, 1854.
  - Fundulus persimilis Miller, 1955.
  - Fundulus pulvereus (Evermann, 1892).
  - Fundulus rathbuni Jordan & Meek, 1889.
  - Fundulus relictus Able & Felley, 1988.
  - Fundulus rubrifrons (Jordan, 1880).
  - Fundulus saguanus Rivas, 1948.
  - Fundulus sciadicus Cope, 1865.
  - Fundulus seminolis Girard, 1859.
  - Fundulus similis (Baird & Girard, 1853).
  - Fundulus stellifer (Jordan, 1877)
  - Fundulus waccamensis Hubbs & Raney, 1946
  - Fundulus zebrinus Jordan & Gilbert, 1883

- Genre Leptolucania[5]
  - Leptolucania ommata (Jordan, 1884)

- Genre Lucania[6]
  - Lucania goodei Jordan, 1880.
  - Lucania interioris Hubbs & Miller, 1965.
  - Lucania parva (Baird & Girard, 1855).